# Гітарний скат плямистий
Гітарний скат плямистий (Rhinobatos lentiginosus) — скат з роду Гітарний скат родини Гітарні скати. Інша назва «атлантичний гітарний скат».

## Опис
Загальна довжина сягає 75 см у самців, й трохи більше — 76 см — у самиць. Голова товста. Бічні плавці великі, широкі та пласкі. Рило має вигляд загостреного трикутника. Очі великі. Тулуб та хвіст кремезні. Забарвлення спинної сторони коричнювате з плямами. Плями особливо помітні на голові, зокрема на рилі. Черево бежеве без плямок.

## Спосіб життя
Зазвичай трапляється на глибинах від 0,3 до 18 м. Переважно зустрічається біля піщаного або мулового ґрунту. Це малорухливий скат. Живиться молюсками, ракоподібними, дрібною рибою, яких всмоктує ротом.
Це яйцеживородний скат. Самиця народжує до 6 дитинчат.

## Розповсюдження
Мешкає біля атлантичного узбережжя США від штату Південна Кароліна до Мексиканської затоки, а також до півострова Юкатан (Мексика).